# Annus Mirabilis (romanzo)
Annus Mirabilis è un romanzo storico scritto da Geraldine Brooks nel 2001 con il quale l'autrice ha vinto nel 2002 il premio Alex. Il testo è ambientato nel villaggio di Eyam, nel Derbyshire nel 1665-1666, gli anni della grande peste di Londra.

## Trama
Una mattina di Primavera del 1665 Anna Frith entra nella stanza di George Viccars, un sarto girovago che ha affittato una stanza del suo cottage e lo ritrova gemente e sudato, con un grosso bubbone sul collo. Non sapendo che si tratta di peste bubbonica gli presta soccorso, assieme a Mr. Mompellion, il rettore, ma inutilmente perché muore pochi giorni dopo. Con le sue ultime forze aveva chiesto che fosse bruciato tutto ciò che aveva toccato, ma soprattutto le stoffe da lui ordinate giorni prima e che erano il mezzo con cui la malattia era arrivata nel piccolo villaggio. Ma subito dopo la notizia della morte del sarto, i suoi clienti si presentano uno dopo l'altro per avere ciò che è hanno ordinato e che ritengono gli sia dovuto e Anna non può fare altro che darglieli. Così la malattia si diffonde tra gli abitanti del villaggio, al punto che il rettore è costretto a isolare gli abitanti dal resto dell'Inghilterra, per evitare il contagio, con il consenso dei cittadini. Il romanzo racconta quindi sotto il punto di vista della protagonista come si svolge la vita nel villaggio durante la pestilenza e di come gli abitanti si ingegnano per ricevere cibo e altri beni di prima necessità senza entrare in contatto diretto con i mercanti degli altri villaggi.

## Personaggi
- Anna Frith domestica prima nella casa della famiglia Bradford e poi di Mr. Mompellion è la protagonista del racconto. Vedova a 18 anni (il marito è morto per il crollo di una miniera di piombo) ha due figli, che sono però tra le prime vittime della peste.
- Mr. Mompellion rettore di Eyam è un personaggio carismatico e benevolo che dà tutto sé stesso per sostenere ed aiutare gli abitanti del villaggio.
- Elionor moglie del rettore, è molto amica di Anna, alla quale insegna a leggere.
- George Viccars sarto giovane e gentile che ha viaggiato in tutta l'Inghilterra; è la prima vittima della peste.
- Mem Gowdie anziana donna che conosce l'uso delle erbe medicinali. Possiede una nipote, Anys Gowdie, alla quale insegna le sue conoscenze.
- Anys Gowdie ragazza coetanea di Anna che aiuta le donne del villaggio a partorire.